# Антрацитівський тролейбус
Антрацитівський тролейбус — закрита тролейбусна система в Україні, в однойменному місті Ровеньківського району. Була однією з шести колишніх тролейбусних систем у Луганській області. Тролейбусна система в цьому місті давно перебувала у стадії стагнації, і остаточно припинила роботу наприкінці 2018 року.

## Історія
Ідея створити міський електричний транспорт в Антрациті виникла не випадково. Причиною тому став дефіцит автозапчастин для міського автобусного парку у 1980-х роках та скорочення кількості «робочих маршрутів» на копальні у південну частину міста до смт Кріпенський.
1987 року було завершено будівництво першої тролейбусної лінії від АЗЗТ до заводу «Титан». Тестовий рейс відбувся 16 вересня, а регулярний тролейбусний рух розпочався 27 вересня 1987 року.
До того часу було побудовано Антрацитівське тролейбусне депо поблизу заводу збірних теплиць, 2 диспетчерських пункти, 2 тягові підстанції та започатковано ремонтну дільницю в районі міськгазу (вул. Льва Толстого). Всю зазначену інфраструктуру було підпорядковано Антрацитівському тролейбусному управлінню (АТУ).
Для роботи на маршруті було залучено 11 вживаних (з Москви) та 4 нових машин ЗіУ-682 (1988 року випуску).
1990 року було розпочато будівництво нової лінії до телевізійного заводу «Кристал», змонтовано бетонні опори та кронштейни контактної мережі, проте тролея, яка була на відповідальному зберіганні на складі заводу «Кристал» була розкрадена, а сам завод згодом реорганізовано. В перспективі передбачалось подовження тролейбусної лінії до району шахти 7-7 біс, також планувалися будівництво лінії до 4-го мікрорайону, автовокзалу, мікрорайону «Гірник», селища шахти «Партизанська», однак економічна криза завадила втіленню майже усіх цих проєктів. 1992 року на балансі депо перебувала максимальна кількість тролейбусів — 19 одиниць, усі ЗіУ-682.
Лише 2000 року було розширено мережу — відкрито 2-й маршрут антрацитівського тролейбусу до 4-го мікрорайону, для цього частково закупили, а частково демонтували тролеї в тролейбусному парку. Проте до того часу з колишніх 9 машин на маршруті залишилось лише дві. Поповнення в тролейбусному парку відбулось лише у 2004 році із придбанням трьох нових машин ЛАЗ 52522 (№ 032—034). Незабаром залишилося працювати лише 2 машини, одна машина № 032 частково розукомплектована і була донором запасних частин. Останні ЗіУ-682 були списані у 2012 році.
Після початку військових дій на Донбасі у 2014 році в Антрациті тролейбусних рух тимчасово припинявся.
Станом на 2016 рік одна із наймолодших у регіоні тролейбусна мережа передбачувано швидко занепала через відсутність інвестицій та стагнацію шахтарської галузі Антрацита. Саме за той факт, що заради одного тролейбуса влада Антрацита утримувало колектив депо, а також за добрий та збережений стан контактної мережі тролейбусникам Антрациту можна було сміливо присудити титул невикорінних оптимістів.
7 червня 2017 року для зручності мешканців міста відновив рух один тролейбус КП «Антрацитівське тролейбусне управління УЖКГ» за маршрутом № 2 «Завод АЗСТ — 4-й мікрорайон». Про перспективи розвитку тролейбусної мережі навіть не варто було очікувати — останній антрацитівський тролейбус обслуговував мешканців міста практично на чистому ентузіазмі, чекаючи свого швидкого відходу на заслужений відпочинок
Наприкінці 2018 року, через відсутність справного рухомого складу, тролейбусний рух в місті Антрацит було остаточно припинено.

## Маршрути
| Колишні тролейбусні маршрути | Колишні тролейбусні маршрути                                                                         | Колишні тролейбусні маршрути | Колишні тролейбусні маршрути |
| №                            | Маршрут руху                                                                                         | Кількість машин на маршруті  | Інтервал руху, хв.           |
| ---------------------------- | --- | ---------------------------- | ---------------------------- |
| 1                            | АЗЗТ — вул. Зелена — вул. Тургенєва — вул. Артема — вул. Петровського — вул. Заводська — ВО «Титан»  |                              |                              |
| 2                            | АЗЗТ — вул. Зелена — вул. Тургенєва — вул. Артема — вул. Ростовська — вул. Ткаленка — 4-й мікрорайон | 1                            | 50                           |

## Рухомий склад
| Статистика рухомого складу | Статистика рухомого складу | Статистика рухомого складу | Статистика рухомого складу | Статистика рухомого складу | Статистика рухомого складу            |
| Модель                     | Роки експлуатації          | Реєстраційні номери        | Загальна кількість         | Усього/робочих             | Примітки                              |
| -------------------------- | -------------------------- | -------------------------- | -------------------------- | -------------------------- | ------------------------------------- |
| ЛАЗ-52522                  | 2004—2018                  | 032—034                    | 3                          | 0/0                        |                                       |
| ЗіУ-682В-013 [В0В]         | 1990—2006                  | 024—029                    | 6                          | 0/0                        |                                       |
| ЗіУ-682В [В00]             | 1988—2012                  | 021, 023, 030—031          | 4                          | 0/0                        |                                       |
| ЗіУ-682В-012 [В0А]         | 1988—200X                  | 022                        | 1                          | 0/0                        |                                       |
| ЗіУ-682Б                   | 1987—200X                  | 010—020                    | 11                         | 0/0                        | До 1987 року експлуатувалися у Москві |
| КТГ-1                      | 1988—1993                  | ТГ-1                       | 1                          | 0/0                        |                                       |

## Цікаві факти
- 1982 року було видано путівник по місту Антрацит. Путівник поступався аналогічним путівникам по столицях лише обсягом змісту. На фотографіях центральної частини міста путівника була можливість помітити частково змонтовану контактну мережу на фоні будинку побуту. Отже роботи із спорудження тролейбусної лінії тривали скоріше за все з 1981 року.
- Антрацит — було єдиним містом в Україні, де тролейбусне депо знаходилося поза адміністративними межами міста.